# Коста Анастасов (зограф)
Константин (Костадин, Коста) Анастасов или Атанасов е български възрожденски зограф от Македония.

## Биография
Роден е в Крушево, тогава в Османската империя в семейството на Анастас Зограф, при когото учи. Дълго време работи заедно с баща си (до 1870 г.) и братята си Вангел и Никола. Коста изглежда е най-старият от братята. На иконата на Свето Преображение в крушевската църква „Успение Богородично“ се е подписал „χιρ Κοσταδιν ιοσ του Άναστασι 1868“.
В 1872 година Коста Анастасов рисува иконите за храма „Свети Атанасий“ в битолското село Габалавци. От Коста Анастасов са и иконите в църквата „Св. св. Петър и Павел“ в прилепската махала Варош. Една икона е датирана 1873 г., а на иконата на св. св. Петър и Павел пише: „Исрук(а) Кѡнстандинъ син на Таше иконописателъ ѿ Крушево“.
В 1866 година тримата братя изписват църквата „Свети Димитър“ в мъгленското село Тушин и оставят надпис на гръцки:
| „ | Αυτή η εκκλησία του Αγίου Δημητρίου ειστορήθη εις τον καιρόν του ιερατέβωντος πανιερώτατος μητροπολίτης κυρίω κυρίω Προκοπίου Μογλενών [следват имената на свещеници и първенци] δια χειρός Αναστασίου με τα παιδιά μου Βαγγελή Νικολάου, Κωνσταντίνη εκ χωρίου Κρούσεβα 1866. | “ |

| „ | Тази църква на Свети Димитрий се изписа по времето владичеството на митрополит господин господин Прокопий (следват имената на свещеници и първенци) от ръцете на Анастасий с децата ми Вангел, Никола, Константин от село Крушево 1866. | “ |

Фреските са със сюжети от Стария завет, като например създаването на Адам и Ева, живота им в рая, грехопадението, изгонването и от Новия Завет, като Рождество, Възкресение и т.н. Тримата изписват всички църкви в Горен Мъглен.
През септември 1872 година тримата братя завършват изписването на „Възнесение Господне“ в Ращак, Скопско, според запазения ктиторски надпис на южния зид, западно от входа. По това време Скопската българска община иска изгонване на владиката Паисий Скопски и затова името му е изтрито след изписването на ансамбъла. Фреските са изцяло запазени.
На 14 декември 1878 година тримата братя завършват изписването на „Свети Атанасий“ в Пръждево. През първата половина на 1879 година тримата братя изписват църквата „Свети Атанас“ в Будур чифлик, Мариово. При северната врата на храма е оставен надпис „Въ лѣто 1879 іунїѧ 15 изъ рукі братхѧ Ва(н)ћелъ Нікола Кѡста Анастасовіцъ Зографа ѿ село Крушево.“ В същата 1879 година тримата изписват „Свети Никола“ в демиркапийска Клисура. И отново в 1879 година според надписа над северния вход от вътрешната страна тримата изписват „Свети Стефан“ в Конопище.
През декември 1879 година тримата завършват зографисването на „Свети Атанасий“ в Бохула и над южната врата от вътрешната страна оставят надпис, който гласи: „Ктитори и приложници Димко Йереа, Ризо Ното Неде Годжобашия Стоя Атанаси Митруши Вангелович от село Терново Никола питроп Темелко мали големи из руку братия Ваггели Никола Костадини Атанасович зуграфа от село Крушево в лето 1879 декември 20“.
В 1880 година тримата братя, заедно със сина на Вангел Наке, изписват Бошавския манастир „Свети Архангел Михаил“. Над северната врата оставят надпис: „Сеі храмъ стыи Архаггелъ Міхаиль. во врем(е) на она. г. г. Агаѳаггел Марко иереа. Кімо егуменъ престателъ себепъ. се стори за манастирот. што се зуграфіса за душевно. споменъ. Кресте. магеръ. Нікола даскалотъ. Ѧно момукотъ ик рукі бракѧ. Коста Никола. Вагглъ со синъ его. Наки. ѿ славно Крушово. во лето 1880. месецъ іулиа. 4.“
В 1881 година тримата братя изписват изцяло църквата „Света Богородица“ в Бегнище според надписа на северния вход от вътрешната страна на църквата. На 8 юни 1881 година според надписа над северния вход от вътрешната страна тримата братя завършват изписването на църквата „Свети Архангел Михаил“.
В 1883 година тримата изцяло изписват „Свети Атанасий“ в Годиве. В същата 1883 година изписват и „Свети Теодор Тирон“ в Дреновци.
След 1884 година Коста Анастасов рисува в църквата „Свети Никола“ в крушевското село Белче. Част от иконите носят дата 1872 година. Над входната врата има надпис „Сеи храмъ стыи Ніколае. во времѧона се исзуграфіса. цьркфата г. г. Архіепископа Асінесіа оце пп. Іоше. Ктитори и пріложніци. г. Иліа Рісте. Ванцу. Рісте. Веле. Рісте. Лозе. Іоше. Петко. Іоле. Ніколе. мали и големи. за вѣчно споменъ Изъ руки Коста Анасташіовъ зивописецъ ѿ Крушево во лето 18... месецъ иуна 9 денъ“. Тъй като годината е изтрита е изписването на храма е с неясна датировка. В същата година Коста Зограф изписва „Свети Никола“ в съседното Единаковци.
В 1886 година Коста Анастасов изписва църквата „Рождество Богородично“ в Бач. Надписът гласи: „Сей храмъ Прест Богородица нво вем она се образис г. г. Архіепіск. к иереа. Иліа. ктитор. и приложніцъ г. 1886. из рукь Коста. Анасташіовикъ зуграфа ѿ слафно Крушово мсцъ. 4.“ В 1888 година изписва „Свети Илия“ в Зашле.
В църквата „Свети Никола“ в демирхисарското село Слепче има полузапазен надпис, в който се чете името на Коста Анастасов, който е възможно да е зографът, тъй като той рисува в съседния Слепченски манастир, но може и да се отнася за майстор строител със същото име. В манастира Коста Атанасов рисува след възстановяването на старата манастирска църква. Изписва със стенописи наоса и притвора, в който оставя надпис: „Въ сей храмъ живописанието (зуграфията) и отварянието на новото училище станаха въ времето на тѣзи лица: Отецъ К. Тодоръ, Игуменъ Стоянъ Неделковъ, Слав. Учителъ Иванъ К. Ставревъ и живописецъ Коста Анастасовъ отъ гр. Крушево 31 май 1889 год.“
В 1889 година изработва иконите за иконостаса на църквата „Свети Никола“ в Простране.
Надпрестолният кръст в църквата „Свети Никола“ в Нови пазар е подписан „Коста Анасташiов“ от Крушево и датиран 24 февруари 1890 година.

## Стенописи от „Свети Димитър“ в Тушин
- Стенописите на северната стена
- Стенописите на южната стена
- Стенописите на северната страна на тавана
- Стенописите на южната страна на тавана
- Стенописите при входа на църквата
- Стенописите от женската църква

## Родословие
|  |  |                 |                 |                 |                 |                 |                 |  |  | Анастас Зограф   |                  |                  |                  |                  |                  |  |  |                  |                  |                  |                  |                  |                  |  |  |  |  |  |  |  |  |  |  |  |  |  |  |  |  |  |  |  |  |  |  |  |  |  |  |
|  |  |                 |                 |                 |                 |                 |                 |  |  |                  |                  |                  |                  |                  |                  |  |  |                  |                  |                  |                  |                  |                  |  |  |  |  |  |  |  |  |  |  |  |  |  |  |  |  |  |  |  |  |  |  |  |  |  |  |
|  |  |                 |                 |                 |                 |                 |                 |  |  |                  |                  |                  |                  |                  |                  |  |  |                  |                  |                  |                  |                  |                  |  |  |  |  |  |  |  |  |  |  |  |  |  |  |  |  |  |  |  |  |  |  |  |  |  |  |
|  |  | Коста Анастасов | Коста Анастасов | Коста Анастасов | Коста Анастасов | Коста Анастасов | Коста Анастасов |  |  | Вангел Анастасов | Вангел Анастасов | Вангел Анастасов | Вангел Анастасов | Вангел Анастасов | Вангел Анастасов |  |  | Никола Анастасов | Никола Анастасов | Никола Анастасов | Никола Анастасов | Никола Анастасов | Никола Анастасов |  |  |  |  |  |  |  |  |  |  |  |  |  |  |  |  |  |  |  |  |  |  |  |  |  |  |
|  |  | Коста Анастасов | Коста Анастасов | Коста Анастасов | Коста Анастасов | Коста Анастасов | Коста Анастасов |  |  | Вангел Анастасов | Вангел Анастасов | Вангел Анастасов | Вангел Анастасов | Вангел Анастасов | Вангел Анастасов |  |  | Никола Анастасов | Никола Анастасов | Никола Анастасов | Никола Анастасов | Никола Анастасов | Никола Анастасов |  |  |  |  |  |  |  |  |  |  |  |  |  |  |  |  |  |  |  |  |  |  |  |  |  |  |
|  |  |                 |                 |                 |                 |                 |                 |  |  | Наке Вангелов    |                  |                  |                  |                  |                  |  |  |                  |                  |                  |                  |                  |                  |  |  |  |  |  |  |  |  |  |  |  |  |  |  |  |  |  |  |  |  |  |  |  |  |  |  |